# گابریل موسکاردو
گابریل سیلوا موسکاردو د سالس (پرتغالی: Gabriel Silva Moscardo de Salles؛ زادهٔ ۲۸ سپتامبر ۲۰۰۵) معروف به گابریل موسکاردو، بازیکن فوتبال اهل برزیل است که در پست هافبک از پاری سن-ژرمن به صورت قرضی برای کورینتیانس در سری آ بازی می‌کند.

## دوران باشگاهی

### کورینتیانس
موسکاردو که در تاوبات به دنیا آمد، در سال ۲۰۱۵ فوتبال خود را در با آتلتا سیدادائو آغاز کرد و در سال ۲۰۱۷ به تیم جوانان کورینتیانس پیوست. او اولین بازی خود در بزرگسالان کورینتیانس در ۲۸ ژوئن ۲۰۲۳ انجام داد و به عنوان بازیکن تعویضی در نیمه دوم به جای دی پائولا در پیروزی ۳–۰ مقابل لیورپول در جام لیبرتادورس وارد زمین شد. موسکاردو اولین بازی خود در سری آ را در ۲ ژوئیه ۲۰۲۳ در شکست ۰–۱ مقابل ردبول براگانتینو انجام داد.

### پاری سن-ژرمن
در ۲۵ ژانویه ۲۰۲۴، موسکاردو با پاری سن-ژرمن قرارداد امضا کرد و بلافاصله تا ژوئن ۲۰۲۴ به صورت قرضی به کورینتیانس بازگردانده شد.

## دوارن ملی
در سپتامبر ۲۰۲۳، موسکاردو برای یک سری بازی دوستانه به تیم زیر ۲۳ سال برزیل دعوت شد.